# Герб Ємтланду
Герб Ємтланду (швед. Jämtlands vapen) — символ історичної провінції (ландскапу) Ємтланд. 
Також використовується як елемент символу сучасного адміністративно-територіального утворення лену Ємтланд.

## Історія
Герб ландскапу розробили до похоронної процесії короля Карла Х Густава 1660 року. 

## Опис (блазон)
У синьому полі срібний лось, перед яким спинається золотий собака, а на спині лося сидить золотий сокіл. 

## Зміст
Спершу сюжет герба трактувався як напад вовка та орла на лося. Під час впорядкування герба 1935 року визначено зміст герба як сюжет полювання з собакою та соколом на лося. 
Герб ландскапу може увінчуватися герцогською короною.